# Epitome of Torture
Epitome of Torture ist das vierzehnte Studioalbum der deutschen Band Sodom. Das Album wurde im April 2013 über das Label Steamhammer/SPV veröffentlicht.

## Musik
Die Band spielt klassischen Thrash Metal mit melodischen Gitarrensoli von Gitarrist Bernemann. Tom Angelripper wendet zuweilen beinahe death-metal-ähnliches Shouting an.

## Texte
Das Lied Waterboarding handelt von der gleichnamigen Foltermethode. Angelripper sagte dazu: „Es ist unfassbar, was sich Menschen ausdenken, um andere Menschen zu quälen. Man muss sich das mal vorstellen. Da wird einer Person suggeriert, sie würde ertrinken. So etwas beschäftigt mich einfach.“ Katjuscha handelt von dem  gleichnamigen Raketenwerfer aus dem Zweiten Weltkrieg. Angelripper bezeichnete es als „pervers“, dass eine solche Waffe einen Mädchennamen hat.

## Rezeption
Anzo Sadoni vom Metal Hammer gab dem Album 5 von 7 Punkten. Er nannte Epitome of Torture „ein gutes Thrash-Album einer legendären Band, die im Hier und Jetzt zu kämpfen hat, aber von einem etwaigen Offenbarungseid noch weit entfernt ist“. Sadoni lobte My Final Bullet und „das eher melodisch-atmosphärische ‚Into The Skies Of War‘“ als „große Hits“ des Albums, im Durchschnitt sei „das Material nämlich nicht allzu weltbewegend“.

## Titelliste
| Nr. | Titel                       | Länge |
| --- | --------------------------- | ----- |
| 1.  | My Final Bullet             | 4:39  |
| 2.  | S.O.D.O.M.                  | 3:46  |
| 3.  | Epitome of Torture          | 3:31  |
| 4.  | Stigmatized                 | 2:56  |
| 5.  | Cannibal                    | 4:19  |
| 6.  | Shoot Today - Kill Tomorrow | 4:00  |
| 7.  | Invocating the Demons       | 4:25  |
| 8.  | Katjuscha                   | 3:42  |
| 9.  | Into the Skies of War       | 3:50  |
| 10. | Tracing the Victim          | 4:46  |